# Chrysolina suffriani
Chrysolina suffriani is een keversoort uit de familie bladkevers (Chrysomelidae). De wetenschappelijke naam van de soort werd in 1859 gepubliceerd door Léon Marc Herminie Fairmaire.